# Cyanopepla dognini
Cyanopepla dognini là một loài bướm đêm thuộc phân họ Arctiinae, họ Erebidae.